# ソラムナード羽田緑地
ソラムナード羽田緑地（ソラムナードはねだりょくち）は、東京都大田区羽田空港にある、多摩川に面した親水緑地である。

## 概要
東京国際空港の沖合展開事業によって空港施設や滑走路が移転した跡地の再開発区域である「HANEDA GLOBAL WINGS」第2ゾーンのうち、多摩川沿いの区域に大田区によって整備された。名称は「羽田空港を象徴する空」と、フランス語で「散歩道」を意味する「プロムナード」を融合させたもので、2018年9月に実施した公募で決まった。2019年（平成31年）4月1日に一部が開園した後、翌2020年4月に全長1.1キロの緑地が開園した。その後、河口部へ約0.9キロ拡張する都市計画の変更が2021年11月に決まり、2024年（令和6年）3月31日にプレオープンのイベントが開催されたのち、翌4月1日に全面開園した。

## 緑地内にある施設
- 展望テラス
- 多摩川0km地点標
- 休憩場

## アクセス
- 東京モノレール羽田空港線・京急空港線羽田空港第3ターミナル駅から徒歩10分。